# Parafia św. Anny w Chyżnem
Parafia Świętej Anny w Chyżnem – parafia należąca do dekanatu Jabłonka archidiecezji Krakowskiej. Obecnie proboszczem jest o. mgr Andrzej Mikołajczyk OC, karmelita.

## Historia
Miejscowość leży w historycznym regionie Orawy, które od średniowiecza podlegało Królestwu Węgier i tamtejszej strukturze kościelnej. W 1769 roku po zbudowaniu nowego kościoła w Lipnicy Wielkiej postanowiono stary drewniany rozebrać. W 1777 roku kupili go mieszkańcy Chyżnego i po rozbiórce przenieśli i złożyli w swojej miejscowości. W 1887 roku została erygowana parafia w Chyżnem i pierwotnie należała do diecezji spiskiej. 
W latach 1900–1903 zbudowano nowy, neogotycki kościół. 
W 1920 do Polski przyłączono część Orawy z 9 parafiami, które podporządkowano następnie diecezji krakowskiej (od 1925 archidiecezji).
W 1946 roku opiekę nad parafią przejęli karmelici, którzy zajęli się odnowieniem zniszczonej po II wojnie światowej świątyni. 

## Proboszczowie
- ks. Karol Rindel[3]
- o. Stefan Brniak (1946– ...)[2][3]
- o. Hilarian Grela[2]
- o. Cyryl Szysler (...–1965)[2][3]
- o. Benedykt Klejnowski(1965–...)[2]
- o. Michał Wojnarowski[2]
- o. Zbigniew Kutka (2003–2012)[2][3]
- o. Andrzej Mikołajczyk (2012– )[3]